# Ravarino
Ravarino é uma comuna italiana da região da Emília-Romanha, província de Modena, com cerca de 5.306 habitantes. Estende-se por uma área de 28 km², tendo uma densidade populacional de 190 hab/km². Faz fronteira com Bomporto, Camposanto, Crevalcore (BO), Nonantola.

## Demografia
| Variação demográfica do município entre 1861 e 2011                               |
|                                                                                   |
| Fonte: Istituto Nazionale di Statistica (ISTAT) - Elaboração gráfica da Wikipedia |